# القاهر (ذي ناعم)

تعديل مصدري - تعديل

حارة القاهر هي إحدى حارات مدينة المنقطع أحد مدن محافظة البيضاء، بلغ تعداد سكانها 272 نسمة حسب تعداد اليمن لعام 2004.